# 宗田豪
宗田 豪（そうだ ごう、1975年8月25日 - ）は、日本の漫画家。神奈川県出身。

## 経歴
湘南工科大学附属高等学校卒業後、東京アニメーター学院に進学。マガジンの朝基まさしのもとでアシスタントののちデビュー。デビュー作品は『週刊少年マガジン』（講談社）誌上で連載した『天才料理少年 味の助』。連載終了後は一迅社に移籍し、『月刊ComicREX』誌上において『げんCha!』を連載。その後講談社に戻り、『マガジンSPECIAL』誌上で『RPL 〜ろーぷれ〜』を連載。

## 作品リスト
- 天才料理少年 味の助（週刊少年マガジン、2003年-2004年、マガジンKC全5巻）
- げんCha!（Comic REX、2006年、REXコミックス全1巻）
- RPL 〜ろーぷれ〜（マガジンSPECIAL、2007年-2011年、マガジンKC全9巻）

## 師匠
- 朝基まさし
- 日向武史